# Igor Jesus (calciatore 2001)
Igor Jesus Maciel da Cruz, noto semplicemente come Igor Jesus (Cuiabá, 25 febbraio 2001), è un calciatore brasiliano con cittadinanza emiratina, attaccante del Nottingham Forest e della nazionale brasiliana.

## Biografia
Durante la sua militanza allo Shabab Al-Ahli ha acquisito la cittadinanza emiratina.

## Caratteristiche tecniche
È una punta centrale, attaccante dotato di una buona tecnica di base. Freddo nel calciare dalla media distanza, attacca con reattività, possiede un buon senso del posizionamento e una buona percezione dello spazio. È un buon rigorista sapendo calciare bene dagli undici metri, abile anche nel colpo di testa, il suo piede forte è il destro. È veloce, attacca nella profondità ed è in possesso di una buona precisione di tiro.

## Carriera

### Club

#### Coritiba e Shabab Al-Ahli
Cresciuto nel settore giovanile del Coritiba, ha esordito in prima squadra il 17 marzo 2019 disputando l'incontro del Campionato Paranaense vinto 2-0 contro il FC Cascavel, match in cui ha segnato il primo gol dell'incontro dopo soli 25 minuti di gioco. Nel campionato Jesus segna una rete contro il Figueirense e il Brasil de Pelotas vincendo per 2-0 entrambe le partite, la squadra si piazza quarta ottenendo la promozione in Série A. Nell'edizione 2020 del Campionato Paranaense realizza un gol sconfiggendo per 4-0 l'Athletico Paranaense, è inoltre autore della rete del 2-1 battendo il Paraná.
Nel 2020 si trasferisce negli Emirati Arabi Uniti vestendo la maglia del Shabab Al-Ahli, vince la Coppa di Lega dove segna un rigore battendo l'Al Dhafra per 3-0, realizza una rete anche contro il Khor Fakkan vincendo per 5-0, l'ultimo gol lo segna in semifinale nel successo per 3-1 contro l'Al-Wasl. Vince l'edizione 2022-2023, con un gol e un assist vincente permette alla squadra di battere per 2-1 l'Al-Wahda, segna una rete contro l'Al-Nasr e l'Al Bataeh vincendo per 3-0 entrambi i match, inoltre il suo gol decide la vittoria su 1-0 contro l'Ajman Club.
Nell'edizione 2023-2024 del campionato Jesus realizza 14 reti, segna una doppietta nel pareggio contro l'Al-Wahda (3-3) e nelle vittorie contro lo Sharjah (3-1), l'Emirates Club (3-2) e l'Hatta Club (10-0).

#### Botafogo
Torna in Brasile nel 2024 giocando con il Botafogo vincendo il campionato con sei punti di sistacco dalla seconda clissificata, il Palmeiras, nel bilancio finale Jesus è stato determinante con la doppietta che ha permesso alla squadra di battere per 2-0 il Fortaleza, inoltre con una sua rete il Botafogo sconfigge per 1-0 l'Athletico Paranaense. Vince la Coppa Libertadores dove nella vittoria contro il Palmeiras, Jesus segna la rete del 2-1, inoltre è autore del gol del 5-0 sconfiggendo il Peñarol. Nel Mondiale per Club il Botafogo ottiene una prestigiosa vittoria contro la squadra francese del Paris Saint-Germain, con Jesus che realizza il gol del 1-0.

#### Nottingham Forest
Prima di lasciare ufficialmente il Glorioso, Igor Jesus ha espresso rammarico per la sua partenza dal club con cui ha vinto la Libertadores e il campionato brasiliano 2024.
"Sono felice di iniziare questo grande campionato con il piede giusto, partendo da una vittoria. Sono davvero contento del risultato. Grazie a Dio abbiamo ottenuto tre punti importanti, ed è stato molto importante. Ora è il momento di continuare; abbiamo una partita molto difficile contro il PSG. Continueremo a lavorare sodo questa settimana per poter fare anche un'ottima prestazione", ha dichiarato a SporTV.
Il 5 luglio 2025 passa al Nottingham Forest.
Il 16 luglio 2025, il giorno in cui il Botafogo ha pareggiato 1-1 contro il Vitória all'Estádio Nilton Santos, nel Brasileiro, Igor Jesus è stato onorato dal club a metà tempo con una targa.

### Nazionale
Il 27 settembre 2024 viene convocato per la prima volta in nazionale maggiore, con cui esordisce il 10 ottobre seguente nel successo in trasferta contro il Cile (1-2), realizzando la rete del momentaneo pareggio dei verdeoro.

## Statistiche

### Presenze e reti nei club
Statistiche aggiornate al 16 giugno 2025.
| Stagione              | Squadra               | Campionato            | Campionato | Campionato | Coppe nazionali | Coppe nazionali | Coppe nazionali | Coppe continentali | Coppe continentali | Coppe continentali | Altre coppe | Altre coppe | Altre coppe | Totale | Totale | Totale |
| Stagione              | Squadra               | Comp                  | Pres       | Reti       | Comp            | Pres            | Reti            | Comp               | Pres               | Reti               | Comp        | Pres        | Reti        | Pres   | Reti   |        |
| --------------------- | --------------------- | --------------------- | ---------- | ---------- | --------------- | --------------- | --------------- | ------------------ | ------------------ | ------------------ | ----------- | ----------- | ----------- | ------ | ------ | ------ |
| 2019                  | Coritiba              | A1/PR+B               | 0+24       | 0+3        | CB              | 0               | 0               | -                  | -                  | -                  | -           | -           | -           | 24     | 3      |        |
| gen.-ott. 2020        | Coritiba              | A1/PR+A               | 14+10      | 2+0        | CB              | 1               | 0               | -                  | -                  | -                  | -           | -           | -           | 25     | 2      |        |
| Totale Coritiba       | Totale Coritiba       | Totale Coritiba       | 14+34      | 2+3        |                 | 1               | 0               |                    | -                  | -                  |             | -           | -           | 49     | 5      |        |
| ott. 2020-2021        | Shabab Al-Ahli        | PL                    | 24         | 12         | CPA+CdL         | 1+6             | 0+4             | ACL                | 5                  | 2                  | SE          | 1           | 0           | 37     | 18     |        |
| 2021-2022             | Shabab Al-Ahli        | PL                    | 6          | 2          | CPA+CdL         | -               | -               | ACL                | -                  | -                  | SE          | -           | -           | 6      | 2      |        |
| 2022-2023             | Shabab Al-Ahli        | PL                    | 17         | 6          | CPA+CdL         | 1+2             | 0+0             | -                  | -                  | -                  | -           | -           | -           | 20     | 6      |        |
| 2023-2024             | Shabab Al-Ahli        | PL                    | 19         | 14         | CPA+CdL         | 3+0             | 3+0             | ACL                | 2                  | 0                  | SE          | 1           | 0           | 25     | 17     |        |
| Totale Shabab Al-Ahli | Totale Shabab Al-Ahli | Totale Shabab Al-Ahli | 66         | 34         |                 | 13              | 7               |                    | 7                  | 2                  |             | 2           | 0           | 88     | 43     |        |
| lug.-dic. 2024        | Botafogo              | A/RJ+A                | 0+22       | 0+5        | CB              | 2               | 0               | CL                 | 6                  | 3                  | CInt        | 1           | 0           | 31     | 8      |        |
| 2025                  | Botafogo              | A/RJ+A                | 5+9        | 1+3        | CB              | 1               | 1               | CL                 | 5                  | 2                  | SdB+RS+Cmc  | 1+2+2       | 0+0+2       | 25     | 9      |        |
| Totale Botafogo       | Totale Botafogo       | Totale Botafogo       | 5+31       | 1+8        |                 | 3               | 1               |                    | 11                 | 5                  |             | 6           | 2           | 56     | 17     |        |
| Totale carriera       | Totale carriera       | Totale carriera       | 150        | 48         |                 | 17              | 8               |                    | 18                 | 7                  |             | 8           | 2           | 193    | 65     |        |

### Cronologia presenze e reti in nazionale
| Cronologia completa delle presenze e delle reti in nazionale ― Brasile | Cronologia completa delle presenze e delle reti in nazionale ― Brasile | Cronologia completa delle presenze e delle reti in nazionale ― Brasile | Cronologia completa delle presenze e delle reti in nazionale ― Brasile | Cronologia completa delle presenze e delle reti in nazionale ― Brasile | Cronologia completa delle presenze e delle reti in nazionale ― Brasile | Cronologia completa delle presenze e delle reti in nazionale ― Brasile | Cronologia completa delle presenze e delle reti in nazionale ― Brasile |
| Data                                                                   | Città                                                                  | In casa                                                                | Risultato                                                              | Ospiti                                                                 | Competizione                                                           | Reti                                                                   | Note                                                                   |
| ---------------------------------------------------------------------- | ---------------------------------------------------------------------- | ---------------------------------------------------------------------- | ---------------------------------------------------------------------- | ---------------------------------------------------------------------- | ---------------------------------------------------------------------- | ---------------------------------------------------------------------- | ---------------------------------------------------------------------- |
| 10-10-2024                                                             | Santiago del Cile                                                      | Cile                                                                   | 1 – 2                                                                  | Brasile                                                                | Qual. Mondiali 2026                                                    | 1                                                                      | 76’                                                                    |
| 15-10-2024                                                             | Brasília                                                               | Brasile                                                                | 4 – 0                                                                  | Perù                                                                   | Qual. Mondiali 2026                                                    | -                                                                      | 78’                                                                    |
| 14-11-2024                                                             | Maturín                                                                | Venezuela                                                              | 1 – 1                                                                  | Brasile                                                                | Qual. Mondiali 2026                                                    | -                                                                      | 68’                                                                    |
| 19-11-2024                                                             | Salvador                                                               | Brasile                                                                | 1 – 1                                                                  | Uruguay                                                                | Qual. Mondiali 2026                                                    | -                                                                      | 58’                                                                    |
| Totale                                                                 |                                                                        | Presenze                                                               | 4                                                                      |                                                                        | Reti                                                                   | 1                                                                      |                                                                        |

## Palmarès

### Competizioni nazionali
- Campionato emiratino: 1

Al-Ahli: 2022-2023
- Coppa del Presidente degli Emirati Arabi Uniti: 1

Al-Ahli: 2020-2021
- Supercoppa degli Emirati Arabi Uniti: 2

Al-Ahli: 2020, 2023
- Coppa di Lega degli Emirati Arabi Uniti: 1

Al-Ahli: 2020-2021
- Campionato brasiliano: 1

Botafogo: 2024

### Competizioni internazionali
- Coppa Libertadores: 1

Botafogo: 2024